# Heinz Ickstadt
Heinz Ickstadt (* 18. August 1936 in Mainz) ist ein emeritierter deutscher Literaturwissenschaftler.

## Leben
An den Universitäten Mainz, Freiburg und Berlin studierte Ickstadt Anglistik (bzw. Amerikanistik) und Germanistik, unterbrochen von einem Auslandsjahr mit einem Fulbright-Stipendium von 1960 bis 1961 an der University of Notre Dame in South Bend (Indiana).
Promoviert wurde er 1968 an der FU Berlin mit einer Dissertation über die Bildersprache Hart Cranes. Anschließend war er ab 1969 Wissenschaftlicher Assistent am Amerika-Institut der Universität München, bis er 1978 dem Ruf auf eine Professur für amerikanische Literatur an die Freie Universität Berlin folgte.
Zu seinen Schwerpunkten gehören die amerikanische Romantik, die Literatur des Fin-de-siècle; der Demokratie- und Nationbegriff in der amerikanischen Literatur; Großstadtliteratur und der kanadische Roman im 20. Jahrhundert.

## Veröffentlichungen (Auswahl)
- Gaehtgens/Ickstadt (Hrsg.), American Icons: Transatlantic Perspectives on Eighteenth- and Nineteenth Century American Art. Chicago: University of Chicago Press, 1992.
- "Trans-national Democracy and Anglo-Saxondom: Fears and Visions of a Dominant Minority in the 1920s", in: W. Binder (Hrsg.), Ethnic Cultures in the 1920s in North America. Frankfurt: Lang, 1993, S. 1–15.
- "Gewalt im amerikanischen Roman", in: Joas/Knöbl (Hrsg.), Gewalt in den USA. Frankfurt: Fischer, 1994, S. 175–190.
- "Amerikanische Literatur in den fünfziger und sechziger Jahren", Funkkolleg Literarische Moderne, Studieneinheit 22. Tübingen, 1994.
- "Loose Ends and Patterns of Coincidence in Don DeLillo's Libra", in: Engler/Müller (Hrsg.), Historiographic Metafiction in Modern American and Canadian Literature. München, 1994, S. 299–312.
- "Die amerikanische Moderne", in: Hubert Zapf (Hrsg.), Geschichte der amerikanischen Literatur Metzler, 1996.
- Der amerikanische Roman im 20. Jh.: Transformation des Mimetischen, Darmstadt: Wiss. Buchgesellschaft, 1998.
- Eva Hesse, Heinz Ickstadt (Hrsg.), Englische und Amerikanische Dichtung, Bd. IV München: Beck, 2000.
- Heinz Ickstadt; Susanne Rohr; Sabine Sielke (Hrsg.): Faces of Fiction: Essays on American Literature and Culture from the Jacksonian Period to Postmodernity. 2001.
- Eva Hesse, Heinz Ickstadt, Manfred Pfister (Hrsg.): Ezra Pound, Die Cantos. Zweisprachige Erstausgabe.[2]